# Liste der Nummer-eins-Hits in Italien (1990)
Diese Liste der Nummer-eins-Hits basiert auf den Charts des italienischen Musikmagazins Musica e dischi im Jahr 1990. Es gab in diesem Jahr 13 Nummer-eins-Singles und elf Nummer-eins-Alben.

## Singles
| ← 1989 ← | Liste der Nummer-eins-Hits in Italien (M&D) | Liste der Nummer-eins-Hits in Italien (M&D) | Liste der Nummer-eins-Hits in Italien (M&D)                                                 | 1991 → |
| \| Zeitraum \| Wo. ges. \| Interpret \| Titel Autor(en) \| Zusätzliche Informationen \| \| (Zeitraum, Wochen auf Platz eins, Interpret, Titel, Autor[en], zusätzliche Informationen) \| \| \| \| \| \| ----------------------------------------------------------------------------------------- \| -------- \| -------------------------------- \| ------------------------------------------------------------------------------------------- \| -------------------------------------------------------------------------------------------------------------------- \| \| 41. Woche 1989 – 2. Woche 1990 14 Wochen \| 14 \| Kaoma \| Lambada Ulises Hermosa, Gonzalo Hermosa, Alberto Maravi, Márcia Ferreira, José Ari \| – \| \| 3.–8. Woche 6 Wochen \| 6 \| Phil Collins \| Another Day in Paradise Phil Collins, Hugh Padgham \| – \| \| 9. Woche 1 Woche \| 1 \| Sinéad O’Connor \| Nothing Compares 2 U Prince \| – \| \| 10.–11. Woche 2 Wochen \| 2 \| Pooh \| Uomini soli Roby Facchinetti, Valerio Negrini \| Nach dem Sieg beim Sanremo-Festival 1990 erreichte die Band direkt Platz eins der Singlecharts. \| \| 12.–21. Woche 10 Wochen \| 10 \| Amedeo Minghi & Mietta \| Vattene amore Amedeo Minghi, Augusto Martelli, Pasquale Panella \| Auch die Sanremo-Drittplatzierten konnten die Spitzenposition erreichen. \| \| 22.–23. Woche 2 Wochen \| 2 \| Madonna \| Vogue Madonna, Shep Pettibone \| – \| \| 24.–33. Woche 10 Wochen \| 10 \| Gianna Nannini & Edoardo Bennato \| Un’estate italiana Giorgio Moroder \| Das für die Fußball-Weltmeisterschaft 1990 geschriebene Lied stieg erst in seiner 26. Chartwoche auf Platz eins auf. \| \| 34. Woche 1 Woche \| 1 \| Twenty 4 Seven \| I Can’t Stand It! Twenty 4 Seven, Ruud van Rijen, Stay-C \| – \| \| 35.–41. Woche 7 Wochen \| 7 \| Baccini & Ladri di Biciclette \| Sotto questo sole Francesco Baccini, Paolo Belli, Enrico Prandi \| Das Lied gewann 1990 den Wettbewerb Festivalbar. \| \| 42. Woche 1 Woche \| 1 \| Duran Duran \| Serious Duran Duran \| – \| \| 43.–44. Woche 2 Wochen \| 2 \| Gianna Nannini \| Scandalo Gianna Nannini, Rüdiger Braune \| – \| \| 45.–48. Woche 4 Wochen (insgesamt 5) \| 5 \| Whitney Houston \| I’m Your Baby Tonight Babyface, L.A. Reid \| – \| \| 49.–50. Woche 2 Wochen (insgesamt 5) \| 5 \| Londonbeat \| I’ve Been Thinking About You Jimmy Helms, Jimmy Chambers, George Chandler, William Henshall \| – \| \| 51. Woche 1 Woche (insgesamt 5) \| 5 \| Whitney Houston \| I’m Your Baby Tonight Babyface, L. A. Reid \| – \| \| 52. Woche 1990 – 2. Woche 1991 3 Wochen (insgesamt 5) \| 5 \| Londonbeat \| I’ve Been Thinking About You Jimmy Helms, Jimmy Chambers, George Chandler, William Henshall \| – \| |                                             |                                             |                                                                                             | |
| ← 1989 |                                             |                                             |                                                                                             | → 1991 → |
| Zeitraum | Wo. ges.                                    | Interpret                                   | Titel Autor(en)                                                                             | Zusätzliche Informationen                                                                                            |
| (Zeitraum, Wochen auf Platz eins, Interpret, Titel, Autor[en], zusätzliche Informationen) |                                             |                                             |                                                                                             | |
| 41. Woche 1989 – 2. Woche 1990 14 Wochen | 14                                          | Kaoma                                       | Lambada Ulises Hermosa, Gonzalo Hermosa, Alberto Maravi, Márcia Ferreira, José Ari          | – |
| 3.–8. Woche 6 Wochen | 6                                           | Phil Collins                                | Another Day in Paradise Phil Collins, Hugh Padgham                                          | – |
| 9. Woche 1 Woche | 1                                           | Sinéad O’Connor                             | Nothing Compares 2 U Prince                                                                 | – |
| 10.–11. Woche 2 Wochen | 2                                           | Pooh                                        | Uomini soli Roby Facchinetti, Valerio Negrini                                               | Nach dem Sieg beim Sanremo-Festival 1990 erreichte die Band direkt Platz eins der Singlecharts.                      |
| 12.–21. Woche 10 Wochen | 10                                          | Amedeo Minghi & Mietta                      | Vattene amore Amedeo Minghi, Augusto Martelli, Pasquale Panella                             | Auch die Sanremo-Drittplatzierten konnten die Spitzenposition erreichen.                                             |
| 22.–23. Woche 2 Wochen | 2                                           | Madonna                                     | Vogue Madonna, Shep Pettibone                                                               | – |
| 24.–33. Woche 10 Wochen | 10                                          | Gianna Nannini & Edoardo Bennato            | Un’estate italiana Giorgio Moroder                                                          | Das für die Fußball-Weltmeisterschaft 1990 geschriebene Lied stieg erst in seiner 26. Chartwoche auf Platz eins auf. |
| 34. Woche 1 Woche | 1                                           | Twenty 4 Seven                              | I Can’t Stand It! Twenty 4 Seven, Ruud van Rijen, Stay-C                                    | – |
| 35.–41. Woche 7 Wochen | 7                                           | Baccini & Ladri di Biciclette               | Sotto questo sole Francesco Baccini, Paolo Belli, Enrico Prandi                             | Das Lied gewann 1990 den Wettbewerb Festivalbar.                                                                     |
| 42. Woche 1 Woche | 1                                           | Duran Duran                                 | Serious Duran Duran                                                                         | – |
| 43.–44. Woche 2 Wochen | 2                                           | Gianna Nannini                              | Scandalo Gianna Nannini, Rüdiger Braune                                                     | – |
| 45.–48. Woche 4 Wochen (insgesamt 5) | 5                                           | Whitney Houston                             | I’m Your Baby Tonight Babyface, L.A. Reid                                                   | – |
| 49.–50. Woche 2 Wochen (insgesamt 5) | 5                                           | Londonbeat                                  | I’ve Been Thinking About You Jimmy Helms, Jimmy Chambers, George Chandler, William Henshall | – |
| 51. Woche 1 Woche (insgesamt 5) | 5                                           | Whitney Houston                             | I’m Your Baby Tonight Babyface, L. A. Reid                                                  | – |
| 52. Woche 1990 – 2. Woche 1991 3 Wochen (insgesamt 5) | 5                                           | Londonbeat                                  | I’ve Been Thinking About You Jimmy Helms, Jimmy Chambers, George Chandler, William Henshall | – |

## Alben
| ← 1989 ← | Liste der Nummer-eins-Alben in Italien (M&D) | Liste der Nummer-eins-Alben in Italien (M&D) | Liste der Nummer-eins-Alben in Italien (M&D) | 1991 →                                                      |
| \| Zeitraum \| Wo. ges. \| Interpret \| Titel \| Zusätzliche Informationen \| \| (Zeitraum, Wochen auf Platz eins, Interpret, Titel, zusätzliche Informationen) \| \| \| \| \| \| ------------------------------------------------------------------------------ \| -------- \| -------------------------- \| -------------------------------- \| ----------------------------------------------------------- \| \| 49. Woche 1989 – 8. Woche 1990 12 Wochen (insgesamt 15) \| 15 \| Phil Collins \| …But Seriously \| – \| \| 9. Woche 1 Woche \| 1 \| Lisa Stansfield \| Affection \| – \| \| 10.–11. Woche 2 Wochen (insgesamt 15) \| 15 \| Phil Collins \| …But Seriously \| – \| \| 12. Woche 1 Woche (insgesamt 3) \| 3 \| Sinéad O’Connor \| I Do Not Want What I Haven’t Got \| – \| \| 13. Woche 1 Woche \| 1 \| Rod Stewart \| The Best of Rod Stewart \| – \| \| 14.–15. Woche 2 Wochen (insgesamt 3) \| 3 \| Sinéad O’Connor \| I Do Not Want What I Haven’t Got \| – \| \| 16.–24. Woche 9 Wochen (insgesamt 15) \| 15 \| Eros Ramazzotti \| In ogni senso \| Das Album gewann in diesem Jahr den Wettbewerb Festivalbar. \| \| 25.–27. Woche 3 Wochen \| 3 \| Bee Gees \| Bee Gees Story \| – \| \| 28.–30. Woche 3 Wochen (insgesamt 15) \| 15 \| Eros Ramazzotti \| In ogni senso \| – \| \| 31.–34. Woche 4 Wochen \| 4 \| Vasco Rossi \| Fronte del palco \| – \| \| 35.–37. Woche 3 Wochen (insgesamt 15) \| 15 \| Eros Ramazzotti \| In ogni senso \| – \| \| 38. Woche 1 Woche \| 1 \| Carreras/Domingo/Pavarotti \| In Concert \| – \| \| 39.–46. Woche 8 Wochen (insgesamt 14) \| 14 \| Lucio Dalla \| Cambio \| – \| \| 47.–49. Woche 3 Wochen \| 3 \| Claudio Baglioni \| Oltre \| – \| \| 50.–51. Woche 2 Wochen (insgesamt 14) \| 14 \| Lucio Dalla \| Cambio \| – \| \| 52. Woche 1 Woche \| 1 \| Paul McCartney \| Tripping the Live Fantastic \| – \| |                                              |                                              |                                              |                                                             |
| ← 1989 |                                              |                                              |                                              | → 1991 →                                                    |
| Zeitraum | Wo. ges.                                     | Interpret                                    | Titel                                        | Zusätzliche Informationen                                   |
| (Zeitraum, Wochen auf Platz eins, Interpret, Titel, zusätzliche Informationen) |                                              |                                              |                                              |                                                             |
| 49. Woche 1989 – 8. Woche 1990 12 Wochen (insgesamt 15) | 15                                           | Phil Collins                                 | …But Seriously                               | –                                                           |
| 9. Woche 1 Woche | 1                                            | Lisa Stansfield                              | Affection                                    | –                                                           |
| 10.–11. Woche 2 Wochen (insgesamt 15) | 15                                           | Phil Collins                                 | …But Seriously                               | –                                                           |
| 12. Woche 1 Woche (insgesamt 3) | 3                                            | Sinéad O’Connor                              | I Do Not Want What I Haven’t Got             | –                                                           |
| 13. Woche 1 Woche | 1                                            | Rod Stewart                                  | The Best of Rod Stewart                      | –                                                           |
| 14.–15. Woche 2 Wochen (insgesamt 3) | 3                                            | Sinéad O’Connor                              | I Do Not Want What I Haven’t Got             | –                                                           |
| 16.–24. Woche 9 Wochen (insgesamt 15) | 15                                           | Eros Ramazzotti                              | In ogni senso                                | Das Album gewann in diesem Jahr den Wettbewerb Festivalbar. |
| 25.–27. Woche 3 Wochen | 3                                            | Bee Gees                                     | Bee Gees Story                               | –                                                           |
| 28.–30. Woche 3 Wochen (insgesamt 15) | 15                                           | Eros Ramazzotti                              | In ogni senso                                | –                                                           |
| 31.–34. Woche 4 Wochen | 4                                            | Vasco Rossi                                  | Fronte del palco                             | –                                                           |
| 35.–37. Woche 3 Wochen (insgesamt 15) | 15                                           | Eros Ramazzotti                              | In ogni senso                                | –                                                           |
| 38. Woche 1 Woche | 1                                            | Carreras/Domingo/Pavarotti                   | In Concert                                   | –                                                           |
| 39.–46. Woche 8 Wochen (insgesamt 14) | 14                                           | Lucio Dalla                                  | Cambio                                       | –                                                           |
| 47.–49. Woche 3 Wochen | 3                                            | Claudio Baglioni                             | Oltre                                        | –                                                           |
| 50.–51. Woche 2 Wochen (insgesamt 14) | 14                                           | Lucio Dalla                                  | Cambio                                       | –                                                           |
| 52. Woche 1 Woche | 1                                            | Paul McCartney                               | Tripping the Live Fantastic                  | –                                                           |